# 加速器

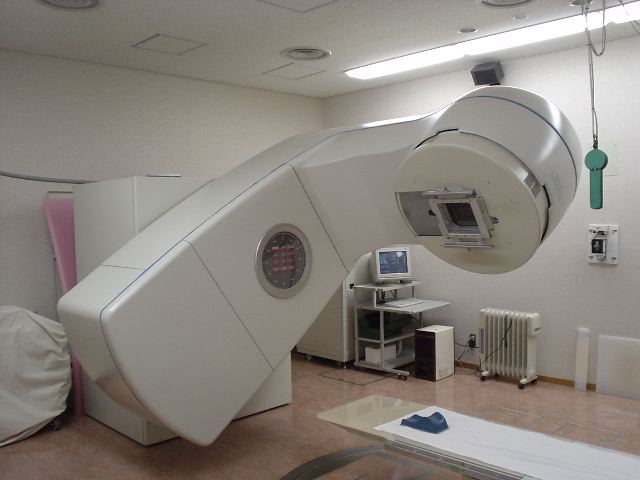
放射線治療に用いられる線形加速器

加速器（かそくき、英: particle accelerator）とは、荷電粒子を加速する装置の総称。原子核/素粒子の実験による基礎科学研究のほか、癌治療、新素材開発といった実用にも使われる。

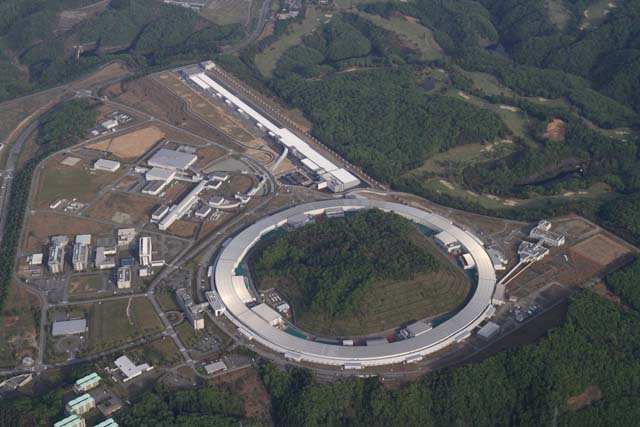
兵庫県の播磨科学公園都市内に所在するSPring-8。線形加速器と円形のシンクロトロンが確認できる。

前者の原子核/素粒子の加速器実験では、最大で光速近くまで粒子を加速させることができる。粒子を固定標的に当てる「フィックスドターゲット実験」と、向かい合わせに加速した粒子を正面衝突させる「コライダー実験」がある。

## 概要
α線の散乱実験などで業績のあったアーネスト・ラザフォードは、天然放射性物質から出るα線（エネルギー値 7.7MeV）を窒素原子核に当てることで窒素原子核が破壊されることを発見した（1919年）。これが最初の原子核の破壊実験であった。この発見から、荷電粒子（イオン、電子）に 7.7MeV 程度のエネルギーを持たせる電位をかけて加速し、対象となる原子核に当てる（原子核にエネルギーを与える）ことで人工的に原子核が破壊できるのではないかと考えられた。
1932年にコッククロフト（Cockcroft）とウォルトン（Walton）は、当時から良く知られていた倍電圧整流回路を改良拡張することで 800kV の高電圧と、それに耐えるイオン加速管を開発し、加速した陽子を当てることでリチウム原子核を人工的に他の原子核に変換させることに成功した。またこの実験により、特殊相対性理論からの帰結である E=mc2 が定量的に検証されるなど、加速器による原子核研究の端緒を開いた。
この実験の成功を契機に既に盛り上がっていた加速器開発及び原子核研究はさらに勢いを増し、原子核を構成する陽子や中性子も破壊するための巨大加速器の建設が進んで行った。

## 加速方式から見た加速器の種類

### 静電加速器
電極間に直流高電圧を印加し、その電位差により荷電粒子を加速する装置。連続ビームを得られるのは静電加速器のみである。加速エネルギーの上限は印加することのできる電圧の大きさに依存する。最大加速電圧はヴァンデグラフ型の場合で数十MeV（メガ電子ボルト）であり多くの場合原子核/素粒子実験で必要とされるエネルギーを達成できない。そのため後述する線形加速器や円形加速器の入射加速器として使用されることが多い。直流高電圧を作り出す方法により以下の2つの方式に分類される。

#### コッククロフト・ウォルトン型
ダイオードとコンデンサーを用いた倍電圧整流回路を用いて高電圧を得る方式、アーネスト・ウォルトンとジョン・コッククロフトが確立した。加速エネルギーは数百keV - 数MeV程度。

#### ヴァンデグラフ型
絶縁物のベルトに電荷を乗せて電極に運び高電圧を得る方式。1930年にロバート・ジェミソン・ヴァン・デ・グラフにより実用化された。加速エネルギーは10MeVほど。
ヴァンデグラフの派生版としては、電荷移送ベルトの代わりに金属円筒を絶縁性プラスチックでつないだペレットチェーンを用いたペレトロンが存在する。加速エネルギーは20MeVほど。
また加速粒子として負イオンを用いて正電極に向けて加速し、正電極内で炭素膜などで電子を剥ぎ取って正イオンにし、接地電極に向けて再度加速することで、高電圧を2重に利用する効率の良い加速が可能となる。これをタンデム加速器という。

### 線形加速器
電極間にかけられる電圧には様々な実用上の問題から上限が存在する。その上限を超えて粒子を加速する工夫をしたもののうち、粒子を一直線上で加速するものを線形加速器と呼ぶ。ライナック(linac)やリニアック(lineac)とも呼ばれることがあるが、いずれも英語で線形加速器を意味する"Linear Accelerator"にちなむ。
基本的な構造は多数の導体筒を並べたものである。隣り合った導体筒同士が異符号に帯電するように高周波電圧を印加する。それぞれの筒の間（以下ギャップと称す）では電場が存在するので粒子に力が働く。一方、筒の内部は一様電位なので電場が存在せず、粒子は力を受けない。筒の長さと印加する高周波の周波数をうまく調整してやると、筒の中を通る粒子がギャップを通過する度に加速するように調整することが可能である。
この方式でエネルギーの大きなものを作ろうとすると、加速器の長さを長くしなければならない。当然加速器が大きくなれば技術的にも敷地の点でも困難は増す。したがって従来の線形加速器の加速エネルギーは数百MeV程度までであって、それ以上のエネルギーを必要とするときはサイクロトロンやシンクロトロンが用いられてきた。この場合、シンクロトロンの入射器として線形加速器が用いられることが多い。
しかしながら21世紀に入って高エネルギー実験の最前線に挑戦する新しい線形加速器の建造が期待されるようになった。これは電子を加速する際にシンクロトロンを用いるとシンクロトロン輻射の影響でせいぜい十数GeVのエネルギーを達成するのがやっとであるという壁に突き当たったからである。一方、線形加速器は文字通りに真っ直ぐで加速粒子を曲げる必要が無いため、シンクロトロン輻射の影響を考える必要が無い。加速器自体の物理的な長ささえ確保できれば、より高エネルギーまで加速することが可能である。

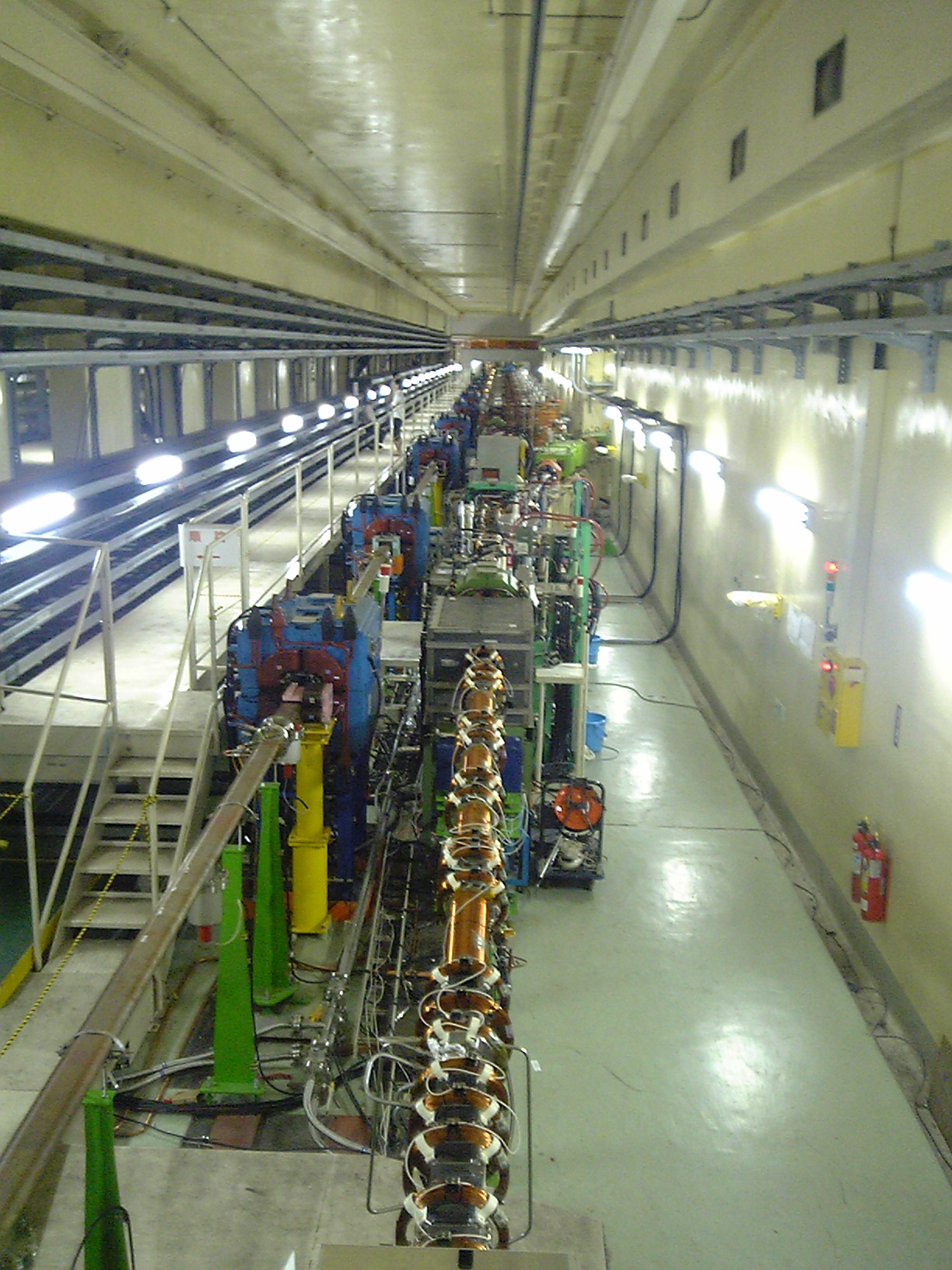
高エネルギー加速器研究機構（茨城県つくば市）の円形加速器の建屋内部。全長3kmの円周状であるため、この画像ではほぼ直線に見える。

### 円形加速器
荷電粒子は磁場中を通るとローレンツ力を受けて曲げられる。これを利用して荷電粒子に円形の軌道を描かせながら加速する加速器を作ることができる。

#### サイクロトロン
磁場を用いて荷電粒子に円形の軌道を描かせて加速する加速器のうち、磁場が時間的に変化しないものをサイクロトロン(cyclotron)と呼ぶ。

##### 古典的なサイクロトロン
サイクロトロンの基本的な構成は一様磁場中に設置された2つの半円形の電極である。電極は直線になっている側が開放された中空の構造で、開放された端が向かい合うように設置されている。電極は真空に保たれた加速函と称する平たい円形の容器に収められている。
加速を開始するためにはサイクロトロンの中心付近に荷電粒子を入射し、電極に交流電圧を印加する。電極間の電場によって加速された荷電粒子は電極の中の一様電場中で磁場から受けるローレンツ力のみを受けて円形軌道を描き、再びギャップに到達する。この時にちょうど反対の電場が電極間に生じるような磁場、電極間電圧の周波数を選んでやると粒子は再び加速され、もう一つの電極の中を先ほどより半径の大きな円形軌道を描き飛行する。軌道の拡大と粒子の飛行速度の増加が釣り合うため、次に粒子がギャップに到達するまでにかかる時間は先ほどと同じである（等時性）。したがって、一旦加速を始めた粒子はギャップに到達するごとに加速され、大きなエネルギーを比較的容易に達成することができる。粒子が電極の外周の壁に達すると偏向電極で軌道の向きを変えて、ターゲット室に導くか、窓を通して加速函の外に導かれる。
以上は理想的なサイクロトロンに関する記述であるが、実際にはいくつかの制限がある。まず粒子の散逸を防ぎ安定した加速を実現するためには、粒子を収束（フォーカシング）する必要があり、そのためには磁場を一様な状態からずらさなければならないということである。もう一つは、粒子が相対論的速度（光速に近い速度）まで加速されると、もはや上記の等時性は成り立たず、加速を継続することが出来なくなるという点である。
これらの問題点を解消するために歴史的には様々な工夫がなされてきたが、エネルギーフロンティアの開拓はシンクロトロンに道を譲ることとなった。現代のサイクロトロンはセクター型にすることにより上記の問題を部分的に解決し、大強度重イオン加速器として原子核物理学の発展に寄与している。

##### AVFサイクロトロン
強収束の原理を用いたサイクロトロン。

##### リングサイクロトロン
強収束の原理を用いたサイクロトロン。

### シンクロトロン
加速する粒子のエネルギーが増すにつれて粒子は曲がりにくくなるが、偏向電磁石の磁場を上昇させることで一定の半径の軌道を描きながら粒子を加速する加速器。

### ベータトロン
誘導起電力によって電子を加速する加速器。

## コライダー
現代の素粒子実験に用いられる高エネルギー加速器は一部の例外を除きシンクロトロンのコライダーである。コライダーは2つの互いに反対方向に周回するシンクロトロンを用意し、衝突点でビームを衝突させ反応を検出する。単に加速器から出た粒子を制止標的に衝突させるよりもエネルギーを有効利用できる。しかし加速対象の粒子によってシンクロトロンの設計は異なる。

### ハドロンコライダー
ハドロン（主に陽子・反陽子）は電荷に比べて質量が重いため、高エネルギーで軌道を曲げてもシンクロトロン放射を起こしにくい。そのため強力な磁石で、半径の小さな高エネルギー加速器ができる。2022年現在において最高のエネルギーで粒子を加速できるのはCERNが建設した大型ハドロン衝突型加速器(LHC)である。

### 重イオンコライダー
高エネルギー重イオン同士の衝突のような高温高密度状態ではクォークグルーオンプラズマのような新しい物質相が生成されると考えられているので、このような状態を作り出すための重イオン加速器が存在する。重イオンは陽子よりもさらに曲げにくいために、その設計はより困難である。現在、最もエネルギーの高い重イオンコライダーは、米国ブルックヘブン国立研究所にある相対論的重イオンコライダー(Relativistic Heavy Ion Collider, RHIC)である。欧州原子核研究機構（CERN、セルン）の次世代ハドロンコライダーであるLHC（ラージハドロンコライダー,Large Hadron Collider）は重イオンコライダー実験を行うこともできるように計画されている。

### レプトンコライダー
レプトン（主に電子・陽電子）は電荷に比べて質量が軽いため軌道を曲げるのは簡単であるが、速度が速いためシンクロトロンのような円形加速器を用いた場合シンクロトロン輻射の影響でエネルギーロスが大きい。したがってベンディングマグネットは小さいものでもかまわないが加速装置が巨大になり、放射光を受ける壁の熱設計も重要になる。1989年から2000年まで運用されていた大型電子陽電子衝突型加速器はこの方式で電子・陽電子を衝突させるコライダーであった。2022年現在において次世代高エネルギー電子コライダーとして線形加速器を用いたリニアコライダーの建設が計画されている。

## 加速器開発の歴史

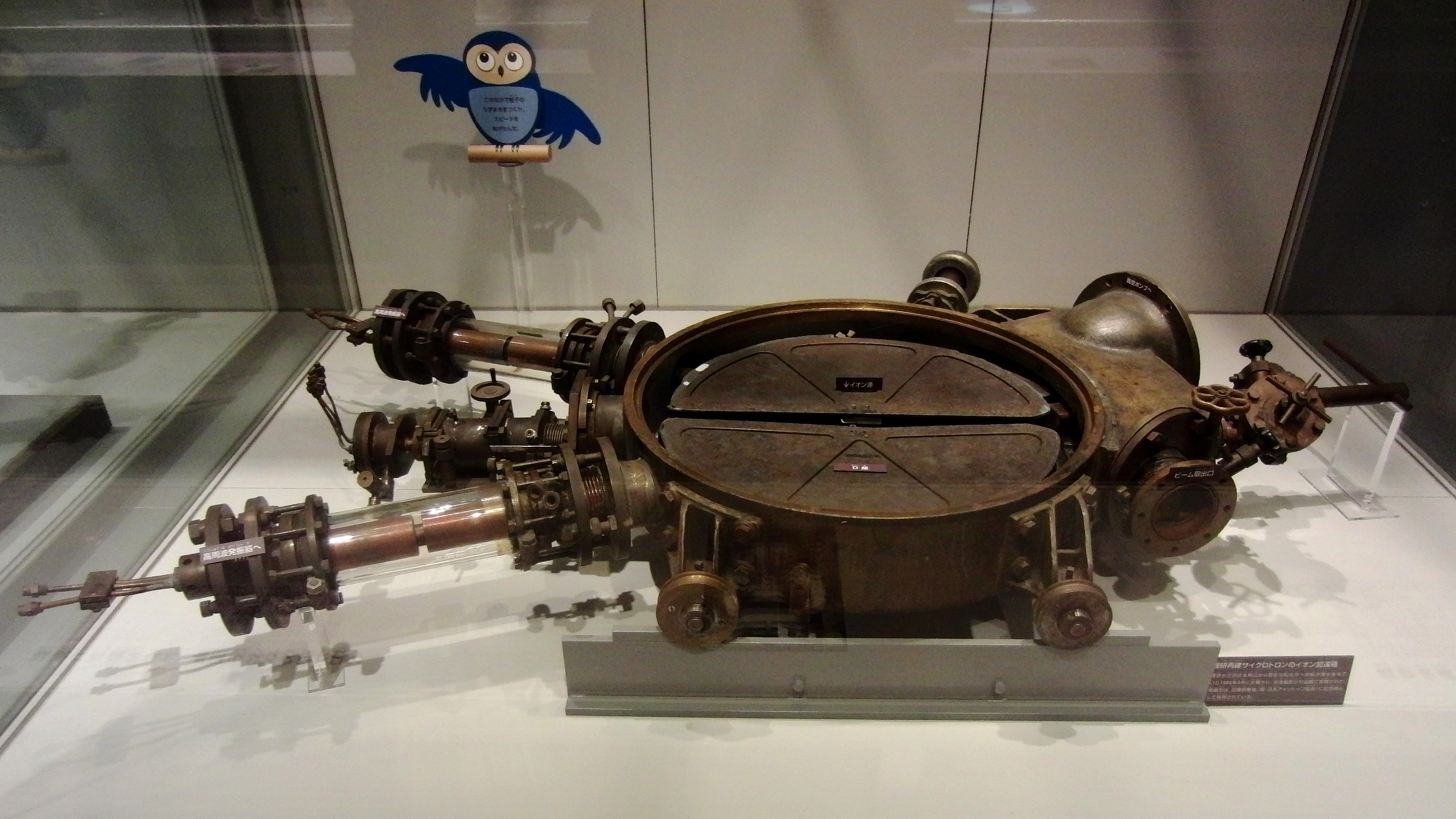
1952年12月に完成した「理研・第3号サイクロトロン」のイオン加速器（国立科学博物館の展示）

初期の加速器は粒子の加速に高電圧を利用するものであった。1928年にRolf Widerøeが線形加速器の実験に成功して、その論文に触発されたアーネスト・ローレンスとDavid H. Sloanにより線形加速器を製造されたものの、当時の高周波電源の周波数では加速が不十分だったので、1931年に高周波の電場と磁場による軌道の保持を使った円型の加速器サイクロトロンが開発され、1934年にローレンスは特許（アメリカ合衆国特許第 1,948,384号）を取得した。
1944年に位相安定性原理を加速に用いるシンクロトロンが誕生。1952年に強収束の原理が発見、粒子を加速するエネルギーはそれまでの1 - 10万倍になった。
初期の加速器では粒子を固定標的に当てて出てくる粒子を調べていたが、エネルギー効率が悪かったため2つの粒子をそれぞれ正面から衝突させるようになる。この方法で、エネルギーがより反応へ向けられることとなった。
日本では1933年に、当時は台北帝国大学教授だった荒勝文策がアジアで初めてコッククロフト・ウォルトン型加速器を作り、原子核人工変換の実験を成功させ、続いて大阪帝国大学の菊池正士も成功した。1936年に大阪大学でサイクロトロンの建設が始まり、1938年に完成、理化学研究所の仁科芳雄博士らが1937年から陽子サイクロトロンを建設した。第二次世界大戦前・戦中に日本国内に設置されたサイクロトロンは理化学研究所に大小2台、大阪大学に1台、京都大学に1台（建設中）あったが、太平洋戦争（大東亜戦争）の敗戦でGHQの指示によりサイクロトロンが破壊された。当時の部品で現存するのは、「ポール・チップ」と呼ばれる磁極として使われた鉄製円盤（直径約1メートル、厚さ約0.15メートル、重さ約250キロ）1枚のみである。今まで部品は全て廃棄されていたと思われていたが、京都大学の研究者が保管し続けていたという。
1951年5月に来日したローレンスの助言により同年12月、科研（理研）で小型サイクロトロンの建設が始まり、翌1952年12月に運転を始めた。東北大学の北垣敏男による機能分離型強収斂の提案がなされる、これにより理論上100億電子ボルト(10GeV)以上の出力が可能になった。1961年に完成したのが東京大学原子核研究所の7億eV(700MeV)電子シンクロトロン。電子シンクロトロンは1966年には13億eV(1.3GeV)に到達。1971年に高エネルギー物理学研究所（KEK、現・高エネルギー加速器研究機構）が発足し、陽子シンクロトロンの建設を開始。そして1976年、120億eV(12GeV)の陽子シンクロトロンが完成した。

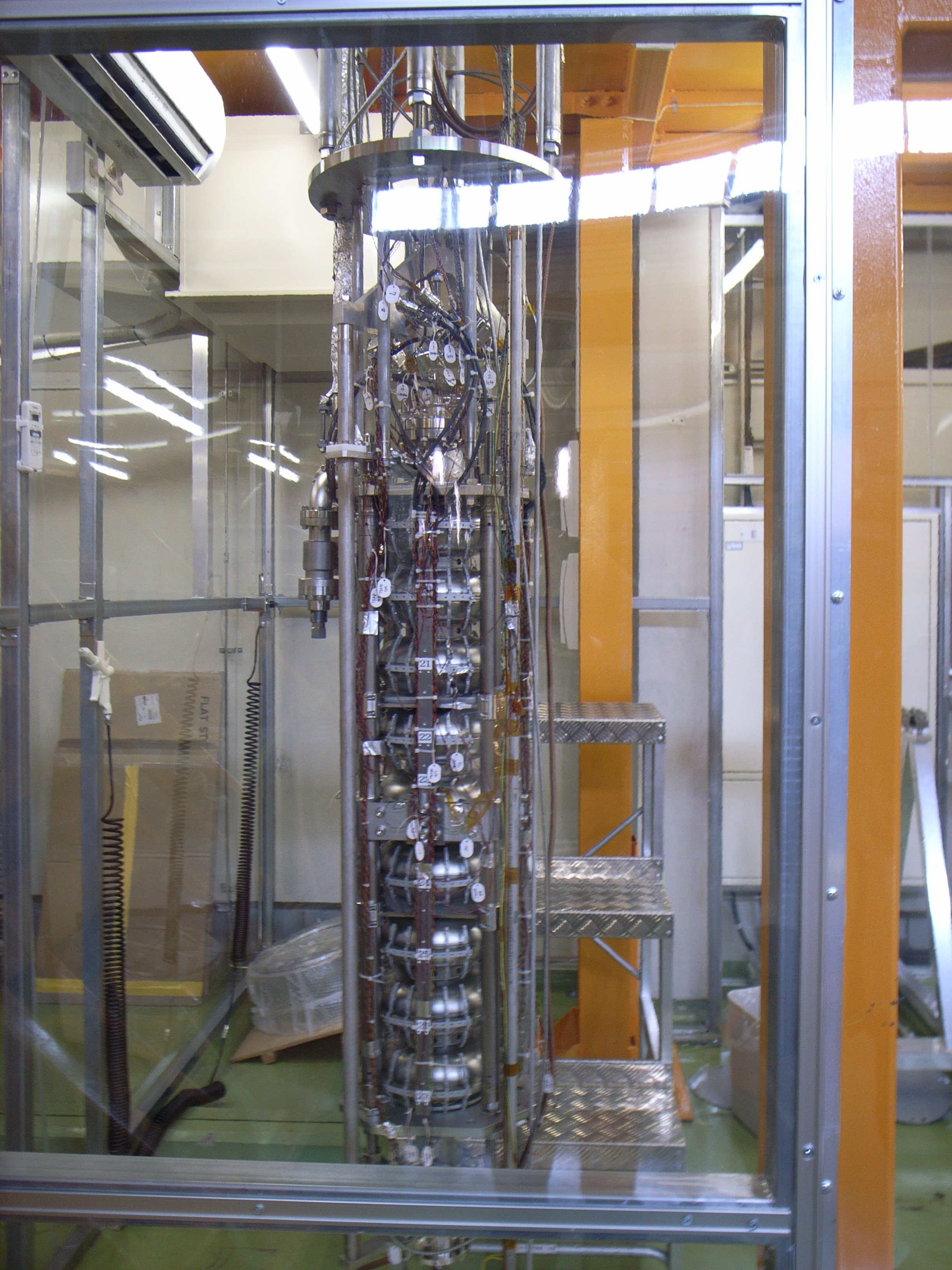
超伝導加速空洞モジュール

1986年に完成したKEKのトリスタン電子・陽電子コライダーはそれぞれの粒子を250億eV(25GeV)まで加速して衝突させ、重心系衝突エネルギー500億eV(50GeV)に到達した。1988年から世界で初めて超伝導加速空洞を大規模に導入し、1989年にはビームエネルギー320億eV(32GeV)を達成した（なお超伝導加速空洞はトリスタン実験以来、様々な大型粒子加速実験装置で採用されることになった）。
1994年にKEKのトリスタン電子・陽電子コライダーの後続であるKEKB加速器（B-Factory）の建設が開始、1999年に完成。現在に至る。

## 用途
- 高エネルギー物理学
- 放射光
- ポジトロン断層法 - 診断用短寿命核種を生産する。
- イオン注入

## 世界の主な加速器研究施設

### 日本

#### 基礎的分野
- 東北大学電子光理学研究センター （旧原子核理学研究施設）
- 東北大学サイクロトロンRIセンター
- 高エネルギー加速器研究機構
- 理化学研究所  仁科加速器研究センター（RIビームファクトリー）
- 大阪大学核物理研究センター
- 京都大学化学研究所
- 九州大学粒子物理学講座
- J-PARC

#### 医学応用分野
- HIMAC - 放射線医学総合研究所

#### 放射光研究
- SPring-8
- 分子科学研究所極端紫外光研究施設(UVSOR-II)
- 兵庫県立大学高度産業科学技術研究所(NewSUBARU)
- 広島大学放射光科学研究センター(HiSOR)
- 佐賀県立九州シンクロトロン光研究センター(SAGA-LS)
- 立命館大学SRセンター
- SACLA（X線自由電子レーザー施設）
- あいちシンクロトロン光センター（AichiSR）

### アメリカ合衆国

#### 国立施設
- フェルミ国立加速器研究所
- ブルックヘブン国立研究所
- スタンフォード線形加速器センター
- アルゴンヌ国立研究所先端放射光施設
- ローレンス・バークレー国立研究所先端放射光施設
- オークリッジ国立研究所核破砕中性子源

### ヨーロッパ連合
- 欧州原子核研究機構 
  - 大型ハドロン衝突型加速器（LHC）

#### ドイツ
- ドイツ電子シンクロトロン

### 中華人民共和国
- 中国核破砕中性子源装置（CSNS、広東省東莞市）[15]